# Extra Styrian Dana
Extra Styrian Dana is een hopvariëteit, gebruikt voor het brouwen van bier.
Deze hopvariëteit is een “dubbeldoelhop”, bij het bierbrouwen gebruikt zowel voor zijn aromatische als zijn bittereigenschappen. Deze Sloveense cultivar werd gekweekt in het Slovenian Institute of Hop Research and Brewing te Žalec en is een kruising tussen Hallertauer Magnum en Sloveens genetisch hopmateriaal.

## Kenmerken
- Alfazuur: 11 – 16%
- Bètazuur: 4,8 – 6%
- Eigenschappen: afgeronde bitterheid en intens hoparoma